# پرستاری بر پایه شواهد
پرستاری برپایه شواهد یا ئی. بی. ان در اختصار (به انگلیسی: EBN) نوعی رویکرد در تصمیم‌گیری و ارائه خدمات پرستاری٬ برپایه تخصص‌های کلینیک شخص پرستار٬ در ترکیبی همزمان با آخرین پژوهش‌های موجود دربارهٔ هر موضوع و همچنین ارزش‌های فرد بیمار یا مددجو است.
به‌بیانی دیگر پرستاری مبتنی‌بر شواهد٬ تلفیق بهترین شواهد پژوهشی و تجربه بالینی و ارزش‌های بیمار با هم تعریف می‌شود و فرآینــد سیستماتیک تصمیم‌گیری در باره مراقبت از بیماران، بـا بـه‌کارگیری شواهد موجود تعریف شده‌است و شامل ارزیابی کیفیـت و قابلیــت کاربرد تحقیقات موجــود، اولویتهای بیمار، تخصص‌ها و موقعیت‌های بالینی یا کلینیک می‌باشد. درچنین شرایطی٬ پرستار بر بالین بیمار وبا توجه به بهترین شواهد مراقبت بیمار یا مددجو٬ عملاً منافع بیمار را در اولویت قرار می‌دهد.
پرستاری برپایهٔ شواهد فرآیندی برمبنای جمع‌آوری، تفسیر، ارزیابی و ادغام پژوهش‌های معتبر و قابل توجه و قابل کاربرد از نظر بالینی است. شکل بالینی موجود، نوع شواهد مـورد نیاز را تعیین می‌کند و این شواهد زمانی مفید خواهد بود که در مراقبت از بیمار و تصمیم‌گیری‌های بالینی مورد استفاده قرار گرفته و عملکرد به‌طور مداوم ارزیابی شود. در شرایط بالینی٬ شواهد دارای ارزش برای تغییر یک عملکرد یا تصمیم‌گیری را می‌توان به هفت سطح گوناگون از نظر نوع پژوهش و سطح کیفیت٬ تقسیم نمود.

## گام‌بندی
پرستاری مبتنی بر شواهد شامل گام‌های زیر است:
- پرورش روح پژوهش نگرشی است که در آن پرسش‌گری دربارهٔ اقدامات معمول٬ مورد تشویق قرار گرفته و اجازه می‌دهد تا ارائه‌دهندگان خدمات پرستاری در پرسش‌گری روش‌های فعلی و به چالش کشیدن این شیوه‌ها در ایجاد پیشرفت و تغییر آن‌ها جسور باشند.
- پرسش‌های بالینی برپایه الگوی پیکوت(PICOT) که سرنام انگلیسی در قالب‌بندی پرسش‌ها به‌صورت جامعه بیمار (population)، روش درمانی یا مداخله(intervention)، مقایسه گروه کنترل و آزمون(Comparison)، دستاورد یا نتیجه مطلوب(Outcome) و در پایان چارچوب زمانی(Time frame) در نظر گرفته می‌شود.
- جستجو و جمع‌آوری شواهد مربوط بااستفاده از الگوی یادشده و سپس بررسی برای انتخاب کارآمدترین شواهد بدست‌آمده.
- ارزیابی انتقادی شواهد و در آغاز این فرآیند ارزیابی انتقادی، سه پرسش برای تعیین روایی(اعتبار)، پایایی(قابلیت اطمینان) و کاربردپذیری(انطباق) منبع شواهد ممکن است پیش آید.

1. آیا نتایج این پژوهش روا و معتبر است؟ برای این منظور نتایج حاصل از مطالعه باید به حقیقت محض نزدیک باشد و همچنین مطالعه باید با استفاده از بهترین روش تحقیق موجود انجام شود.
2. نتایج حاصل چه هستند؟ این پرسش پایایی یا قابل اعتماد بودن تحقیق را می‌سنجد. مثلاً در تحقیق دربارهٔ یک مداخله پزشکی، قابل اطمینان بودن برابراست با پاسخ به این پرسش که آیا مداخله مؤثر بوده، میزان تأثیر و اینکه آیا یک پرستار دیگر نیز می‌تواند تحقیقی با نتایج مشابه را تکرار کند. برای یک مطالعه کیفی، قابل اطمینان بودن یک تحقیق٬ می‌تواند از طریق سنجش میزان ارضای هدف مطالعه توسط تحقیق صورت‌گرفته٬ اندازه‌گیری شود.
3. آیا نتایج٬ در روند پرستاری یا مراقبت از بیمار٬ قابل استفاده و کاربرد هستند؟

پس از بررسی این سه پرسش و پاسخ‌های آن، ارزیابی شواهد همچنان ادامه یافته تا پس‌از مقایسه٬ تطابق و سازگاری آن‌ها مشخص گردد.
- یکپارچه سازی شواهد که پس از ارزیابی شواهد، لازم است آن‌ها را با مهارت‌های دیگر متخصصان و همچنین اولویت‌های بیمار یکپارچه یا ادغام نماییم چراکه حتی اگر نتایج مطالعه موفقیت‌آمیز باشد، بیمار ممکن است حاضر به دریافت درمان مورد مطالعه نباشد یا حتی یافته‌های بررسی شده و تاریخچه بیمار ممکن است موارد منع درمان بیشتری را نسبت به یک درمان ویژه که ازراه مبتنی بر شواهد بدست آمده را نشان دهد. و در پایان، ممکن است دسترسی به منابع خدمات درمانی موجود در هر منطقه‌ای٬ پیاده‌سازی یا اجرای یک درمان خاص را محدود کند حتی اگر در یک مطالعه برای بیمار٬ مؤثر شناخته شود.
- ارزیابی بازده گام بعدی در فرآیند مبتنی بر شواهد٬ ارزیابی تأثیر درمان از نظر بازده و آوت‌کام(outcome) بیمار بوده و در ارزیابی کیفی خدمات پرستاری ارائه شده‌استفاده می‌گردد.
- انتشار ارزیابی‌ها آخرین گام است در به اشتراک گذاری اطلاعات بدست آمده٬ به‌ویژه اگر نتایج بدست آمده مثبت باشند. از روش‌های انتشار نتایج مطالعاتی می‌توان به ارائه در کنفرانس، نشست یا جلسه با همکاران درون گروه و نشریات و مجله اشاره نمود.

## موارد قانونی و اصول اخلاقی
در پرسش‌گری و هر نوع پژوهش دربارهٔ بیمار و بیماری یا تاریخچه وی٬ دو موضوع قانون و اخلاق بسیار مهم است. در طرح سؤال برای بیمار نیز باید قوانین جاری کشوری و ملاحظات قومی٬ مذهبی و اخلاقی را در نظر گرفت. مثلاً انجمن پرستاران آمریکا(ANA) پنج مورد از حقوق اساسی در حفاظت از بیمار تعیین نموده است:
1. حق تعیین سرنوشت خویش
2. حق داشتن حریم خصوصی و احترام به کرامت و منزلت
3. حق گمنام ماندن و محرمانه ماندن اطلاعات درصورت درخواست.
4. حق دریافت برخور و رفتاری عادلانه
5. حق برخورداری از آسایش استاندارد و حفاظت از هرنوع آسیب

این حقوق شامل هر دو گروه پژوهش‌گران و پژوهش‌شوندگان است. رضایت‌نامه بیمار یا همراه از مواردی است که پرستاران باید به منظور تکمیل پژوهش با آن آشنایی کامل داشته باشند. لازم‌ به یادآوری‌است که رضایت‌نامه اصلی قانونی است که برای بیمار حق مطلق پذیرش یا عدم پذیرش دریافت هر نوع مداخله پزشکی  چه‌ از نوع تشخیصی و چه‌ از نوع درمانی را قائل می‌گردد.
رضایت‌نامه باید پیش‌از انجام هرگونه پرسش یا مداخله و تنها پس‌از توضیح کامل خطرات بالقوه به بیمار شرکت‌کننده در پژوهش، گرفته یا اخذ گردد.

## پیوند به‌بیرون
- فصل‌نامه مراقبت مبتنی‌بر شواهد-دانشگاه علوم‌پزشکی مشهد
- آموزش پرستاری مبتنی بر شواهد-نشریه آموزش پرستاری